# Декстер (Ајова)
Декстер (енгл. Dexter) град је у америчкој савезној држави Ајова. По попису становништва из 2010. у њему је живело 611 становника.

## Демографија
Према попису становништва из 2010. у граду је живело 611 становника, што је -78 (-11.3%) становника више него 2000. године.
| Група             | 2000.       | 2010.       |
| Белци             | 667 (96,8%) | 587 (96,1%) |
| Афроамериканци    | 0 (0,0%)    | 7 (1,1%)    |
| Азијати           | 9 (1,3%)    | 0 (0,0%)    |
| Хиспаноамериканци | 8 (1,2%)    | 17 (2,8%)   |
| Укупно            | 689         | 611         |